# De Nieuwe Grond
De Nieuwe Grond è un comune (ressort) del Suriname di 20 219 abitanti.